# The Eindhoven Insanity
The Eindhoven Insanity – album koncertowy holenderskiej grupy deathmetalowej Gorefest, wydany nakładem Nuclear Blast w 1993 roku.

## Realizacja
Materiał zamieszczony na wydawnictwie został zarejestrowany w holenderskim mieście Eindhoven podczas drugiego dnia festiwalu Dynamo Open Air, który odbył się w dniach 29-30 maja 1993 roku. W trakcie występu zespół wykonał przed złożoną z około 45 tysięcy osób publicznością utwory z albumów Mindloss i False. Płyta, nad której miksem i produkcją czuwał sam zespół, wspierany przez Tim Buktu (właśc. Andreas Matthias Johannes Kinzel) i Markusa Staigera, ukazała się kilka miesięcy później.

## Lista utworów
Opracowano na podstawie materiału źródłowego.
| Nr | Tytuł utworu                     | Długość |
| -- | -------------------------------- | ------- |
| 1. | „The Glorious Dead”              | 4:54    |
| 2. | „State of Mind”                  | 5:38    |
| 3. | „Get-A-Life”                     | 4:23    |
| 4. | „Mental Misery”                  | 4:54    |
| 5. | „From Ignorance to Oblivion”     | 5:21    |
| 6. | „Reality – When You Die”         | 7:24    |
| 7. | „The Mass Insanity”              | 4:18    |
| 8. | „Confessions of a Serial Killer” | 6:21    |
| 9. | „Eindhoven Roar”                 | 1:04    |
|    |                                  | 44:17   |

## Twórcy
Opracowano na podstawie materiału źródłowego.
| Zespół Gorefest w składzie - Jan Chris de Koeijer – wokal, gitara basowa - Frank Harthoorn – gitara - Boudewijn Bonebakker – gitara - Ed Warby – perkusja |  | Produkcja - Eric Van de Berg – realizator dźwięku - Gorefest, Tim Buktu, Markus Staiger – produkcja - Gorefest, Tim Buktu – miksowanie - Niels Van Iperen, Peter Loch, Ton Homans – zdjęcia |